# Roßkopf (Breisgau)
Der Roßkopf ist ein 736,9 m ü. NHN hoher Berg im Mittleren Schwarzwald. Er liegt am Rand des Gebiets der Stadt Freiburg im Breisgau, zwischen dem Glottertal und dem Dreisamtal. Auf dem Roßkopf treffen die Grenzen der Gemarkungen Gundelfingen, Freiburg und der früher eigenständigen Gemeinde Ebnet (heute Freiburg-Ebnet) zusammen. Zahlreiche Grenzsteine im Wald deuten noch heute den Verlauf der Gemeindegrenzen an.

## Geografie
Der Roßkopf ist ein Gipfel des Bergkamms, der sich vom Freiburger Schlossberg bis nach St. Peter erstreckt. Weitere Gipfel auf diesem Grat sind der Hornbühl (737 m ü. NHN), der Flaunser (868 m ü. NHN) und das Langeck (862 m ü. NHN). Der Roßkopfgipfel liegt 4 km ostnordöstlich vom Freiburger Münster entfernt.
Am Roßkopf entspringen verschiedene Bäche, im Wesentlichen (im Uhrzeigersinn von Norden beginnend) der Michelbach; der Schönedobel, dem Oberlauf des Welchentalbachs; der St. Ottilientobel; der Glasbach und der Altbach (auch Reutebach genannt), dem Oberlauf des Zähringer Dorfbachs, mit seinem Nebenlauf Wildengrundbach.

## Freizeitnutzung

### Rad- und Wanderwege
Der Kandelhöhenweg verläuft mit dem Abschnitt von St. Peter nach Freiburg (oder umgekehrt) über den Berg. Der Roßkopf ist ein beliebtes Ziel von Mountainbikern sowie Wanderern und Läufern. Er ist von Freiburg sowie vom Wildtal und vom Dreisamtal aus schnell zu erreichen. Nur ein Teil der Wanderwege ist für Radfahrer freigegeben. Rund um den Gipfel erstreckt sich ein Landschaftsschutzgebiet, lediglich das Welchental zählt nicht dazu. Unterhalb des Roßkopfturmes befindet sich der Einstieg für einen knapp 3,5 Kilometer langen Downhill-Trail, der am Roßkopf startet und bis zur Jugendherberge Freiburg führt.

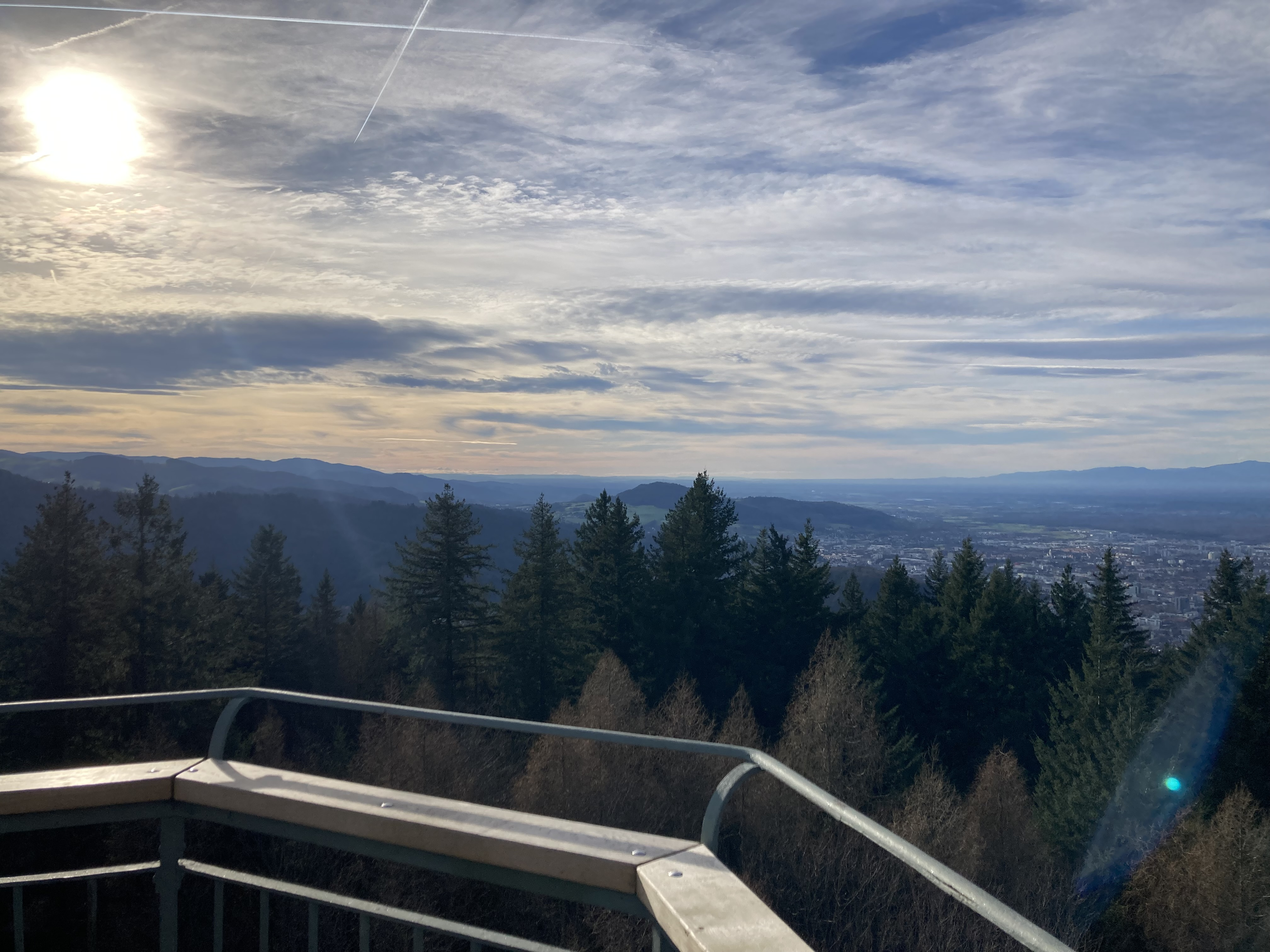
Ausblick auf Teile Freiburgs vom Aussichtsturm (2022)

### Aussichtsturm
Auf seiner Kuppe befindet sich, neben einer kleinen Schutzhütte, der Friedrichsturm, ein knapp 35 Meter hoher Aussichtsturm in Stahlgerüstbauweise, der im Jahre 1889 errichtet wurde und einen Panoramablick auf Freiburg, den Kaiserstuhl und die angrenzenden Berge bietet.

### Sehenswürdigkeiten in der Umgebung
Am Südhang des Roßkopfes befinden sich im Wald von Ebnet die Wendelinskapelle und in einer Entfernung von ungefähr 750 m zu Fuß die Wallfahrtskirche St. Ottilien im oberen Musbachtal im Freiburger Stadtteil Waldsee.
Der südwestliche Ausläufer des Roßkopfes ist der Freiburger Schlossberg mit den Aussichtshöhen Schlossbergturm und Ludwigshöhe. Nördlich davon sind am Westhang oberhalb des Stadtteils Herdern auf der sogenannten „Skulpturenwiese“ Skulpturen von Roland Phleps zu sehen. Unweit davon stand das ehemalige „Jägerhäusle“, anfänglich ein Forsthaus und später ein bekanntes Wirtshaus.
Rund 500 Meter nordöstlich des Roßkopfgipfels liegt der Martinsfelsen auf 686 m ü. NHN, der einen Blick auf den nördlichen Breisgau bietet.

## Wirtschaftliche Nutzung

### Windkraft
Im Jahr 2003 wurden von der Regiowind GmbH vier Windkraftanlagen mit jeweils 1,8 Megawatt Leistung auf dem Roßkopf installiert und neue Zufahrtswege geschaffen. Die Windkraftanlagen vom Typ Enercon E66/18.70, die im November 2003 in Betrieb genommen wurden, haben eine Nabenhöhe von 98 Metern und einen Rotordurchmesser von 70 Metern, somit eine Gesamthöhe von 133 Metern. Gemeinsam mit zwei weiteren Windkraftanlagen an der Holzschlägermatte haben die Windräder im Jahr 2010 über 12 Millionen Kilowattstunden Energie produziert, was einem Bedarf von 5400 Haushalten entspricht.
Die vier bestehenden Windkraftanlagen sollen ab dem Frühjahr 2025 durch zwei größere Windkraftanlagen vom Typ Enercon E-138 ersetzt werden, die insgesamt doppelt so viel Strom erzeugen sollen. Zwei der vier Anlagen wurden im März 2025 gesprengt. Bis Anfang 2026 sollen die Windkraftanlagen fertig gestellt sein.

### Roßkopftunnel
Bis Mitte bzw. Ende der 1970er-Jahre gab es Planungen, für die Bundesautobahn 86 einen Tunnel durch den Roßkopf von Gundelfingen nach Kirchzarten zu bauen. Diese Pläne wurden jedoch aus Kostengründen aufgegeben und durch ein Konzept für den Neubau der B31 Ost inklusive Freiburger Stadttunnel ersetzt.